# Marina Solodkin
Marina Solodkin (hebr.: מרינה סולודקין, ur. 31 maja 1952 w Moskwie, zm. 16 marca 2013 w Rydze) – izraelska polityk, członkini Knesetu z ramienia partii Kadima.
Na Uniwersytecie Moskiewskim zdobyła tytuł doktora historii ekonomicznej i społecznej. Od 5 sierpnia 1999 do 11 lipca 2000 była wiceministrem absorpcji imigrantów, w czternastym Knesecie była także przewodniczącą parlamentarnej komisji ds. statusu kobiet.
Po raz pierwszy weszła do Knesetu z listy partii Jisra’el ba-Alijja. Ale w wyborach w 2006 roku znajdowała się już na 6 miejscu na liście Kadimy. Po wyborach została ponownie wiceministrem absorpcji imigrantów. Nie spodobało jej się, iż nie została ministrem, pomimo wysokiej pozycji na liście wyborczej. Aby wyrazić swe niezadowolenie, Solodkin nie przyszła na ceremonię zaprzysiężenia siedemnastego Knesetu.
Mieszkała z mężem i dwoma córkami w Aszkelonie.